# 急庇利

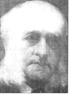
急庇利

急庇利（英文：Charles Saint George Cleverly，1819年—1897年8月14日 ）又譯基化厘、卡拉弗利，是香港第二任測量總監（Surveyor General，職位等同現今地政總署署長），香港於1850年代的公共建築、城市規劃及土地拍賣大多由其負責。其任內功績主要包括於1851年10月至1855年10月期間，耗資14,940英鎊興建香港督憲府，及於1858年8月24日拍賣上環一帶的土地。上環急庇利街就是以其命名 。